# Augustus Siebe

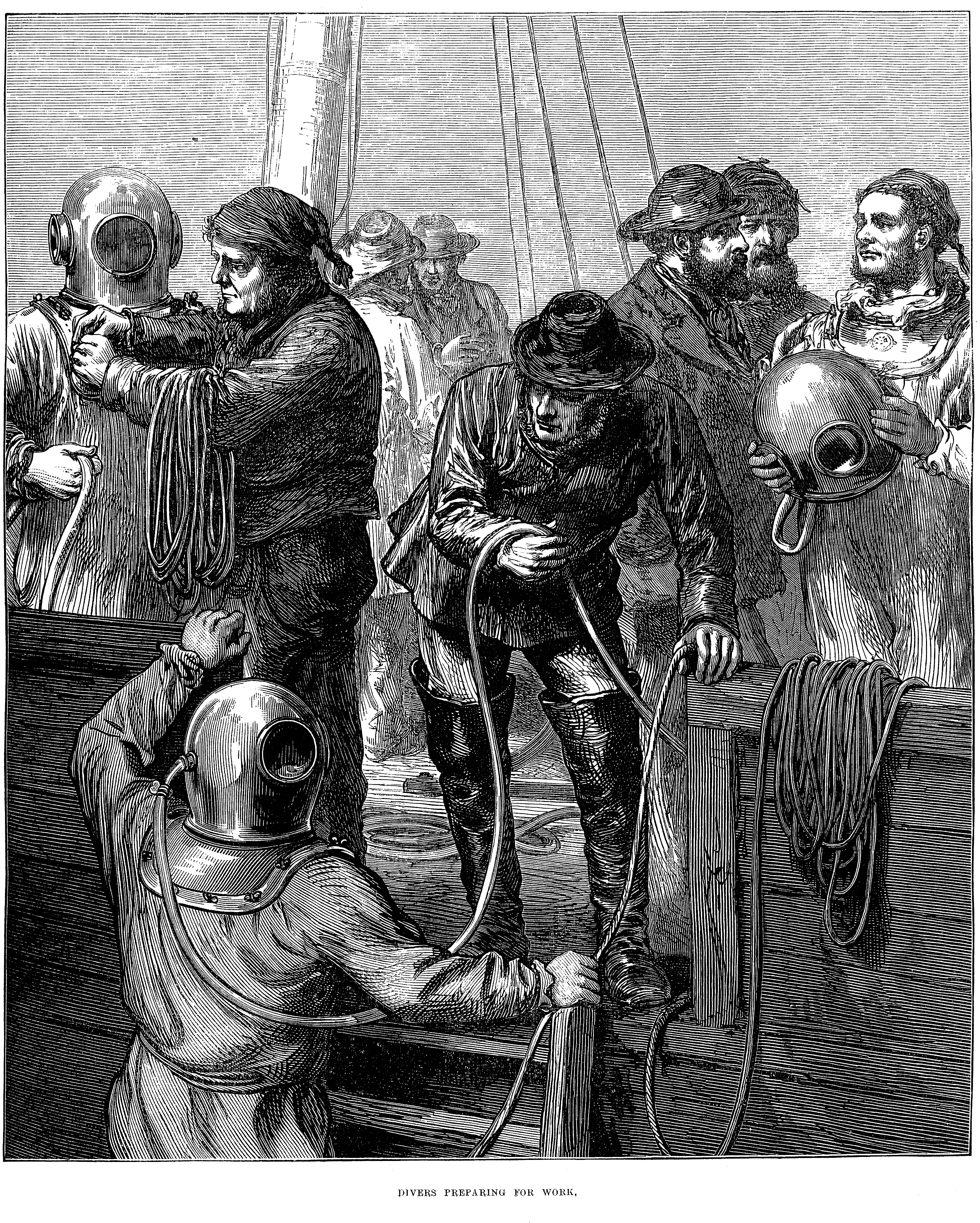
Scafandrii cu echipamentul Siebe în anul 1873

Augustus Siebe (n. 1788, Saxonia - d. 15 aprilie 1872, Londra) a fost un inginer german naturalizat britanic, cunoscut în special pentru contribuțiile sale la dezvoltarea de echipament de scufundare, începând cu anul 1819.
Născut în Saxonia, în 1788, a învățat la Berlin prelucrarea metalelor apoi a servit ca ofițer de artilerie în armata prusacă în Bătălia de la Waterloo. După război se mută la Londra, în 1816 , unde devine inginer.
În 1830, frații Deane apelează la Siebe cerându-i să conceapă o variantă a căștii lor de fum pentru utilizare subacvatică, producându-se mai multe exemplare.
În anul 1837, Siebe a conectat casca de scufundare construită în 1823 de frații Deane, la un costum etanș de cauciuc, care conținea aer. Costumul etanș era conectat la o pompă de aer de la suprafață, devenind primul costum de scufundare eficace, prototipul variantelor dezvoltate ulterior.
Mai târziu bazată pe îmbunătățirile deja efectuate de către un alt inginer George Edward, Siebe produce o cască de concepție proprie care se putea fixa pe un costum de scufundare complet etanș. Inovația principală a constituit o supapă montată în interiorul căștii.
În anul 1839 în timpul operațiunilor de ranfluare ale epavei George Royal de către scafandrii din Marina Regală care foloseau noul echipament Siebe, ofițerul Charles Pasley, îi sugerează lui Siebe detașarea căștii de costum. În 1839, Siebe a patentat acest costum, cu cască detașabilă, cu care se putea lucra la adâncimi de până la 100 m.
Se naște astfel echipamentul greu de scufundare care a rămas standard timp de peste 150 de ani în activitățile de scufundare profesională civile și militare din multe țări.
Împreună cu ginerele său Gorman, Siebe înființează firma Siebe Gorman Ltd.

## Alte invenții
Pe lângă contribuțiile sale la echipamentul de scufundare, Augustus Siebe  a mai inventat o pompă de apă rotativă în 1828, o mașină de fabricat hârtie, un cântar cu cadran, precum și o mașină de făcut gheață.
Augustus Siebe a câștigat numeroase medalii la diverse expoziții de invenții cum ar fi Marea Expoziție de la Londra în 1851 și Expoziția de la Paris din 1855.

## Sfârșitul și comemorarea
Augustus Siebe  moare la 15 aprilie 1872 de bronșită cronică, în casa sa din Londra.
În anul 2000, pe clădirea din Londra aflată la adresa "5 Denmark Street, WC2 Camden", a fost montată o placă comemorativă cu textul Augustus Siebe (1788-1872), pioneer of the diving helmet lived and worked here (Augustus Siebe, 1788-1872, pionier al căștii de scufundare, a trăit și a muncit aici).